# Frameshift

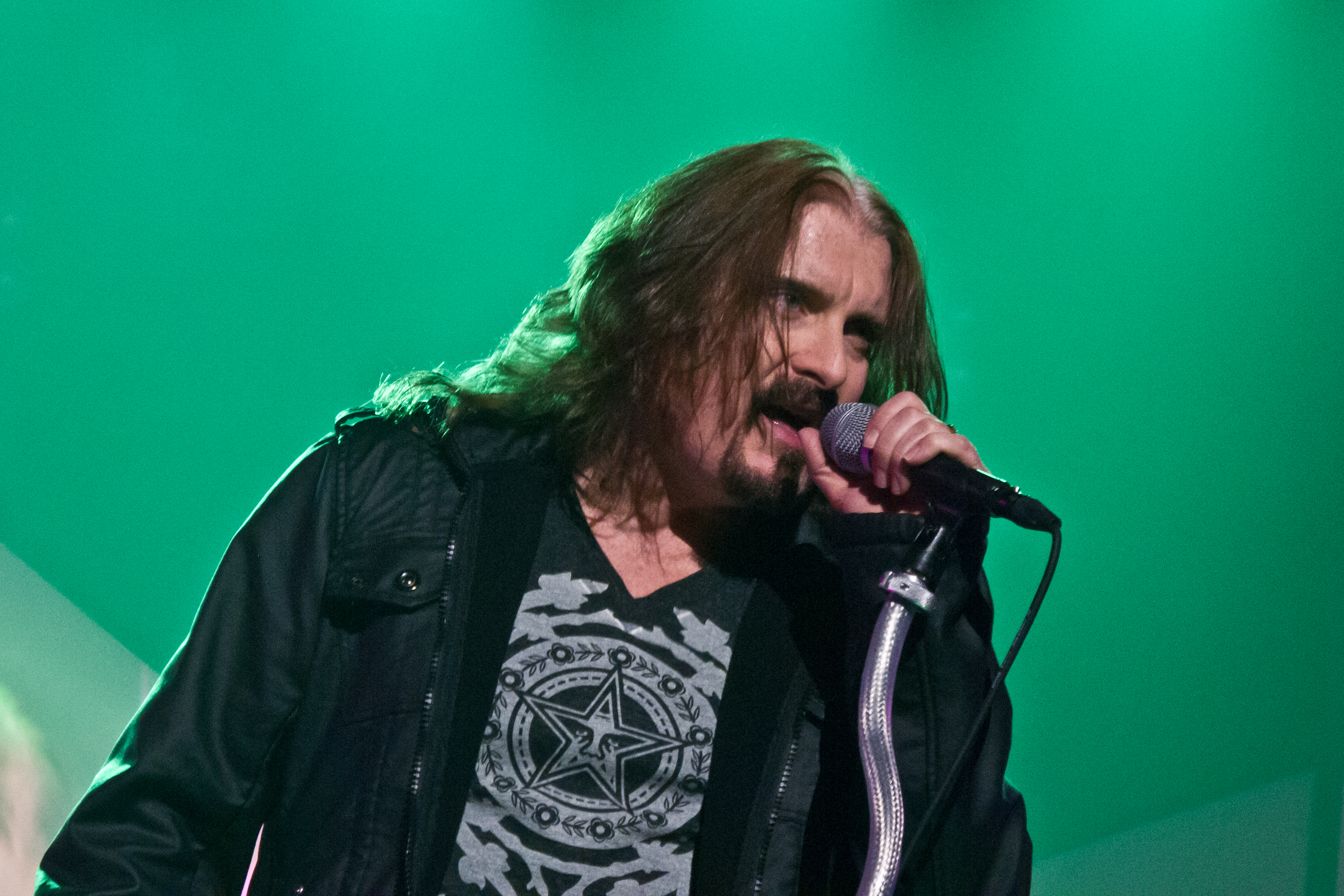
James LaBrie, vocalista en el álbum Unweaving the Rainbow de 2003.

Frameshift es una banda de metal progresivo liderada por el multinstrumentista Henning Pauly. Ha contando entre sus filas con músicos como James LaBrie (Dream Theater) y Sebastian Bach (Skid Row), apareciendo en los álbumes Unweaving the Rainbow de 2003 y An Absence of Empathy de 2005 respectivamente.

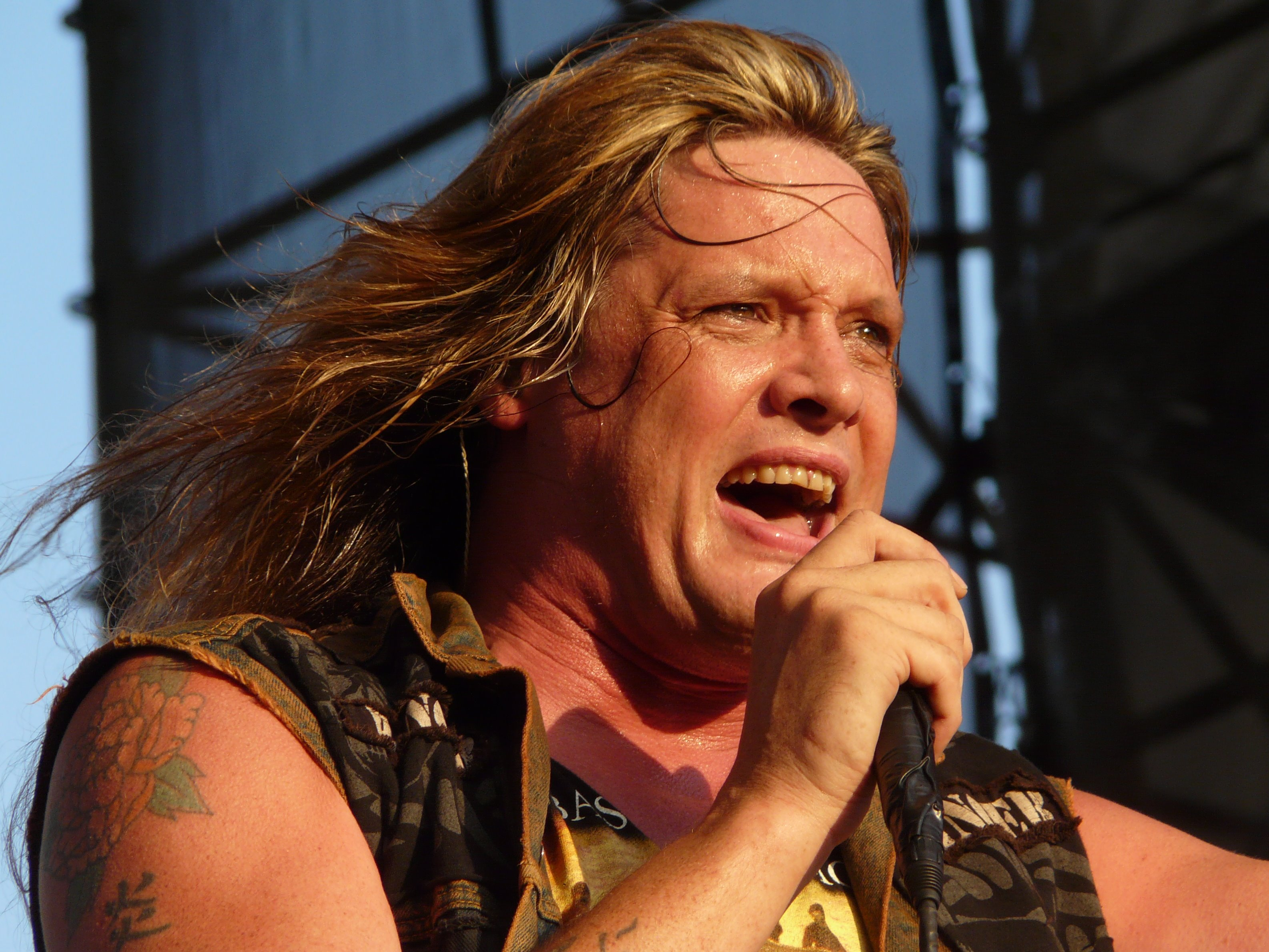
Sebastian Bach, vocalista en el álbum An Absence of Empathy de 2005.

## Discografía
- Unweaving the Rainbow (ProgRock Records, 2003)
- An Absence of Empathy (ProgRock Records, 2005)
- Loading Oakfield (TBA)

## Miembros

### Actuales
- Henning Pauly – guitarra, bajo, percusión (2003–presente)
- Steve Katsikas – saxofón (2003–presente)
- Dan Swanö – voz (2010–presente)
- Magali Luyten – voz (2011–presente)

### Anteriores
- James LaBrie – voz (2003–2004)
- Nik Guadagnoli – guitarra, bajo (2003–2004)
- Sebastian Bach – voz (2004–2009)